# 韋爾赫尼亞利皮齊亞
49°21′23″N 24°46′41″E / 49.35639°N 24.77806°E
韋爾赫尼亞利皮齊亞（烏克蘭語：Верхня Липиця），是烏克蘭西部的村莊，隸屬伊萬諾-弗蘭科夫斯克州的伊萬諾-弗蘭科夫斯克區。該村始建於1447年，面積15.2平方公里，2022年人口1,300，人口密度每平方公里96.7人。